# Néfi Tales
Néfi Tales (Guará, 22 de abril de 1938 - São Paulo, 20 de junho de 2003) foi um político brasileiro. Foi vereador, deputado estadual em São Paulo e prefeito de Guarulhos por duas vezes, porém, não chegou a concluir o último mandato por ter sido afastado pela Justiça e cassado posteriormente pela Câmara Municipal.

## Origem e formação
Filho de imigrantes libaneses, Néfi Tales nasceu na cidade de Guará, interior do estado de São Paulo. Toda a sua formação primária e secundária se deu no interior. Em Ribeirão Preto fez o curso primário e em Morro Agudo e Orlândia concluiu o ginasial. Formado na Escola Normal e em Aperfeiçoamento de Professores, transferiu-se para Guarulhos em 1960 já como professor da rede estadual de ensino, lecionando no Liceu Brasil, no Grupo Escolar Jardim Vila Galvão e nos Ginásios de Gopouva, Torres Tibagi, Jardim Tranquilidade e na Escola Monteiro Lobato, além de ter sido professor de Psicologia Educacional do IEE, hoje EE Conselheiro Crispiniano, onde chegou a ser diretor. Também foi diretor dos Ginásios de Ponte Grande e Gopouva.
No nível superior, lecionou Psicologia Educacional nas Faculdades Integradas de Guarulhos. Era formado em Direito pela Faculdade do Sul de Minas - Pouso Alegre e em Pedagogia pela Universidade de São Paulo.
Devido a essa atuação na área educacional, era chamado de "professor Néfi Tales" pela população de Guarulhos.

## Vida pública
Ao longo da trajetória como homem público, Néfi Tales alternou a sua atuação como deputado estadual e prefeito do município de Guarulhos.
Começou na política em 1968, após ser um dos fundaores do MDB (Movimento Democrático Brasileiro), na época, um partido de resistência e oposição à ditadura militar. Nas eleições municipais de 15 de novembro de 1968 foi eleito vereador para a Câmara Municipal de Guarulhos. Atuou entre 1969 e 1973.
Em 15 de novembro de 1974 foi eleito deputado estadual pelo MDB após conquistar 26.928 votos. Assumiu a cadeira na Assembleia Legislativa do Estado de São Paulo em 1975, porém, alguns anos antes do término do mandato - que ocorreria em 1979 - foi eleito prefeito de Guarulhos com 49.741 votos nas eleições de 15 de novembro de 1976. Foi empossado em 19 de fevereiro de 1977 e permaneceu no cargo até 13 de maio de 1982. Faltando apenas seis meses para encerrar o mandato, se desincompatibilizou-se para disputar novamente uma vaga como deputado estadual. Chegadas as eleições, em 15 de novembro de 1982, conquistou mais uma vez uma cadeira de deputado estadual com 107.370 votos. Na época, foi o segundo mais votado pelo PMDB, partido do qual foi também um dos fundadores. Tomou posse em 15 de março de 1983. Nessa 10ª legislatura, foi presidente da Assembleia Legislativa do Estado de São Paulo entre os anos de 1983 e 1985.
Nas eleições de 15 de novembro de 1986 foi reeleito como deputado estadual para a 11ª legislatura com 55.544 votos. Constituinte em 1989, transferiu-se para o PRN, sendo líder do partido na ALESP. Candidatou-se novamente para a Assembleia Legislativa nas eleições de 3 de outubro de 1990 pelo PRN, sem obter êxito. Também nas eleições de 3 de outubro de 1994 conseguiu apenas uma suplência pelo PTB.
Nas eleições municipais de 3 de outubro de 1996, dessa vez pelo PDT, foi eleito com 277.835 votos, pela segunda vez, prefeito do município de Guarulhos ao derrotar, no 2º turno, o ex-prefeito Paschoal Thomeu (PPB).
Tomou posse em 1 de janeiro de 1997, mas teve dificuldades para governar. O município vivia uma grave crise financeira, com atrasos nos pagamentos dos salários dos servidores e muitos questionamentos em relação a contratos da prefeitura como o mantido com a empresa de segurança Resilar. Em atrito com a Câmara Municipal por causa de irregularidades no repasse de verbas da prefeitura para ela e envolvido em uma série de denúncias de enriquecimento ilícito que vieram à tona no primeiro ano de seu mandato, em 15 de setembro de 1998, um pouco mais de um ano e oito meses no cargo, foi afastado pela Justiça, tendo assumido o vice-prefeito Jovino Cândido (PV) que governou até 2000. Tales foi cassado em 23 de dezembro de 1998 pela Câmara Municipal de Guarulhos, ou seja, três meses depois do afastamento judicial. Néfi Tales foi cassado por 16 votos a 5. Posteriormente, por ordem judicial, foi preso em 15 de março de 2000, ficando 52 dias na prisão, mas por decisão do Tribunal de Justiça, foi libertado por concessão de habeas corpus.
Na última eleição municipal que participou, em 1 de outubro de 2000, concorreu novamente ao cargo de prefeito de Guarulhos pelo PST, obtendo apenas 736 votos.
Néfi Tales morreu no dia 20 de junho de 2003, aos 65 anos, de insuficiência renal depois de ter ficado internado por 15 dias no Hospital Panamericano, no Alto de Pinheiros (SP), para tratar um derrame cerebral. Deixou a mulher, Márcia Maria Vita e um filho, Néfi Antonio Castro Tales, que, seguindo o exemplo do pai, posteriormente também se tornou político.
O seu corpo foi velado na Câmara Municipal de Guarulhos e sepultado no Cemitério São Judas Tadeu no dia 21 de junho de 2003, sendo seu esquife conduzido em viatura do Corpo de Bombeiros.

## Governador interino e a eleição de Mário Covas
Como presidente da Assembleia Legislativa de São Paulo para o biênio 1983/1985, Néfi Tales assumiu interinamente, em 2 e 3 de março de 1985, o cargo de governador do Estado, quando da viagem de André Franco Montoro para o exterior. Coube ao presidente Néfi Tales o voto de desempate (42 x 42) que elegeu Mário Covas prefeito do Município de São Paulo em 1983.